# Archäologisches Museum Plowdiw

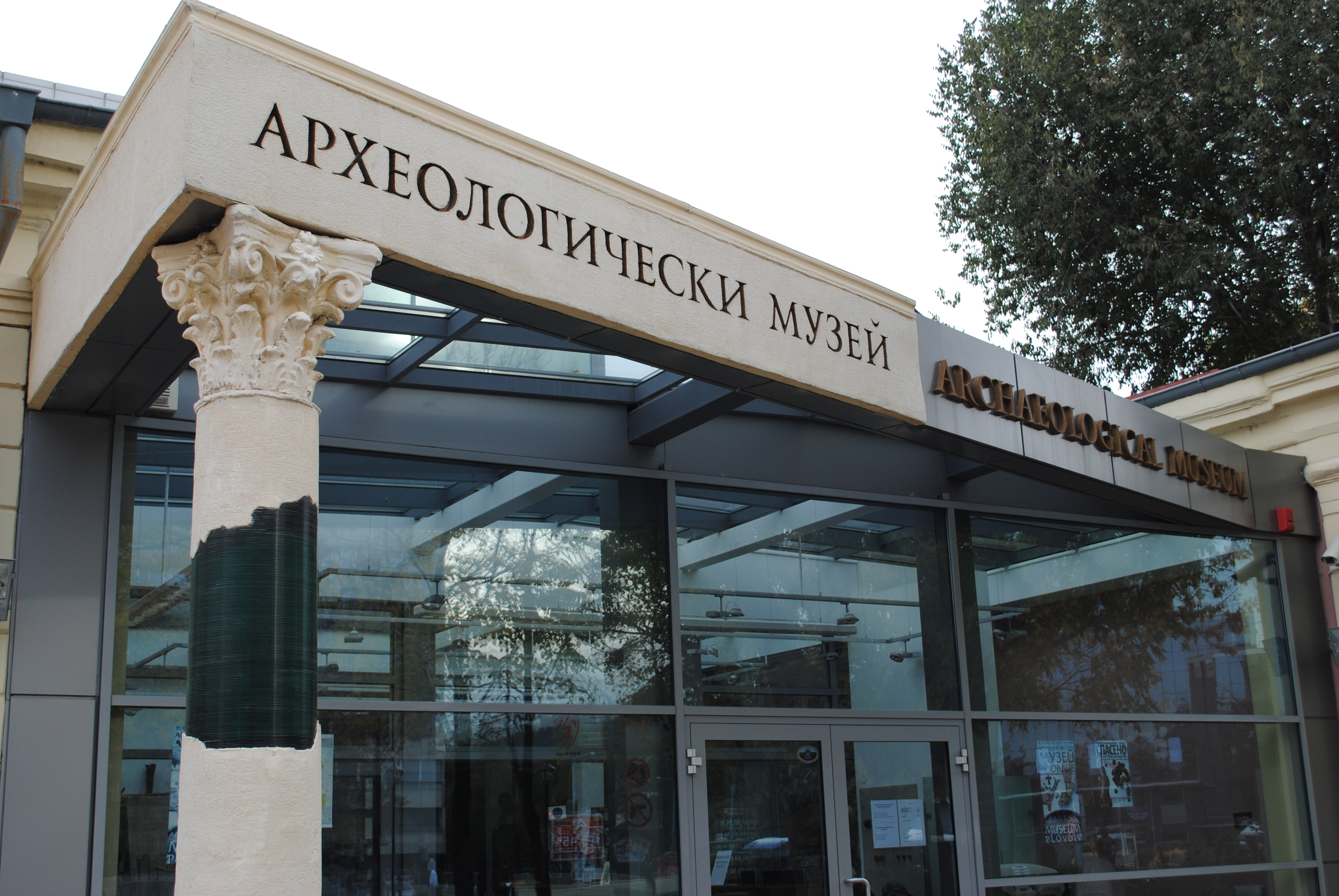

Das Regionale Archäologische Museum in Plowdiw (bulgarisch Регионален археологически музей Пловдив, Regionalen archologitscheski musej, kurz RAM) wurde 1882 als Volksmuseum von Ostrumelien gegründet. Seit 1928 befindet es sich am Platz Saedinenie 1 im Gebäude einer ehemaligen Steueragentur, die im Besitz des Finanzministeriums war.
Das Museum beherbergt Exponate aus der prähistorischen Zeit, aus der Zeit der Thraker, Griechen, Römer, aus dem Mittelalter und aus der Zeit der bulgarischen Wiedergeburt sowie eine reiche numismatische Kollektion.
Das wohl berühmteste Exponat des Museums ist der Goldschatz von Panagjurischte, ein 1949 gefundener Schatz aus 9 Goldgefäßen.
Die numismatische Sammlung besteht aus circa 60.000 Münzen vom 6. Jahrhundert v. Chr. bis zum 20. Jahrhundert n. Chr.